# Jezus iz pekla
Jezus iz pekla je roman slovenskega pisatelja Pavleta Zidarja (1977).

### Zgodba
Andrej v kanjonu reke Soče snema zadnje sekvence filma o reki. Prenoči v neki vasi, kjer začne brati knjigo z naslovom Jesus iz pekla avtorja Pietra Lanoceja. V njej najde podobnosti z lastnim življenjem. Glavni junak je italijanski mafijec don Attilio Goffeti, čigar največji strah je, da bi njegov edini sin Gennaro izvedel, s čim se oče zares ukvarja. Alcide, donov kolega, s katerim sta se s Sicilije pretihotapila v Ameriko in zavzela mesto med pomembneži, je izdal policiji neke informacije, zaradi česar ga je don ubil. Na njegovo nesrečo je bil Gennaro priča umoru. Ko je izvedel resnico o očetu, se je odločil postati duhovnik. Očetu je odpustil in poskusil v župniji poravnati njegove grehe. Preselil se je na Sicilijo, kjer se je nanj spravila tamkajšna mafija in ga v tretjem poskusu umorila. 
Andrej je imel med branjem privide, v katerih se je pogovarjal z Attiliom in zraven pripovedoval svojo zgodbo. Tudi Andrej v otroštvu ni bil na isti strani z očetom. Ta ga je namreč zapustil samega z mamo, ki je kmalu po izginotju očeta umrla. Po njeni smrti ga je prišel oče iskat in ga pustil pred nekim samostanom, kjer so ga vzgajale nune. Kasneje ga je posvojila zelo verna družina. Nune so mu rekle, da bo ponj prišel "Jezus", zato je svojega novega očeta klical tako. Leta 1944 je Andreja ta družina pustila samega nekje na Dolenjskem. Našla ga nuna Vida in ga odpeljala v Ljubljano do prijateljice Marije. Ta je poskrbela za Andreja, kot da bi bila njegova mama. Čez nekaj let je nepričakovano prejel pismo župnika, ki je skrbel za očeta. Andrej ga gre obiskat, vendar je prepozen: oče se je namreč obesil, za sina pa pustil le suknjič.

## Odmevi
"Fokalizacija skozi Andreja je v Jezusu iz pekla očitna v segmentih njegove percepcije časa in prostora ter v segmentih, kjer lahko prihaja do izraza njena kognitivna komponenta" (Štuhec 1992: 2)
"V Zidarjevih pripovednih besedilih je ob notranjem monologu predvsem opazno oblikovanje notranjega dialoga, kjer naracija prav tako sledi zavesti pripovedovane osebe" (Štuhec 1992: 5)